# Mammillaria matudae
Mammillaria matudae là một loài thực vật có hoa trong họ Cactaceae. Loài này được Bravo mô tả khoa học đầu tiên năm 1956.

## Hình ảnh

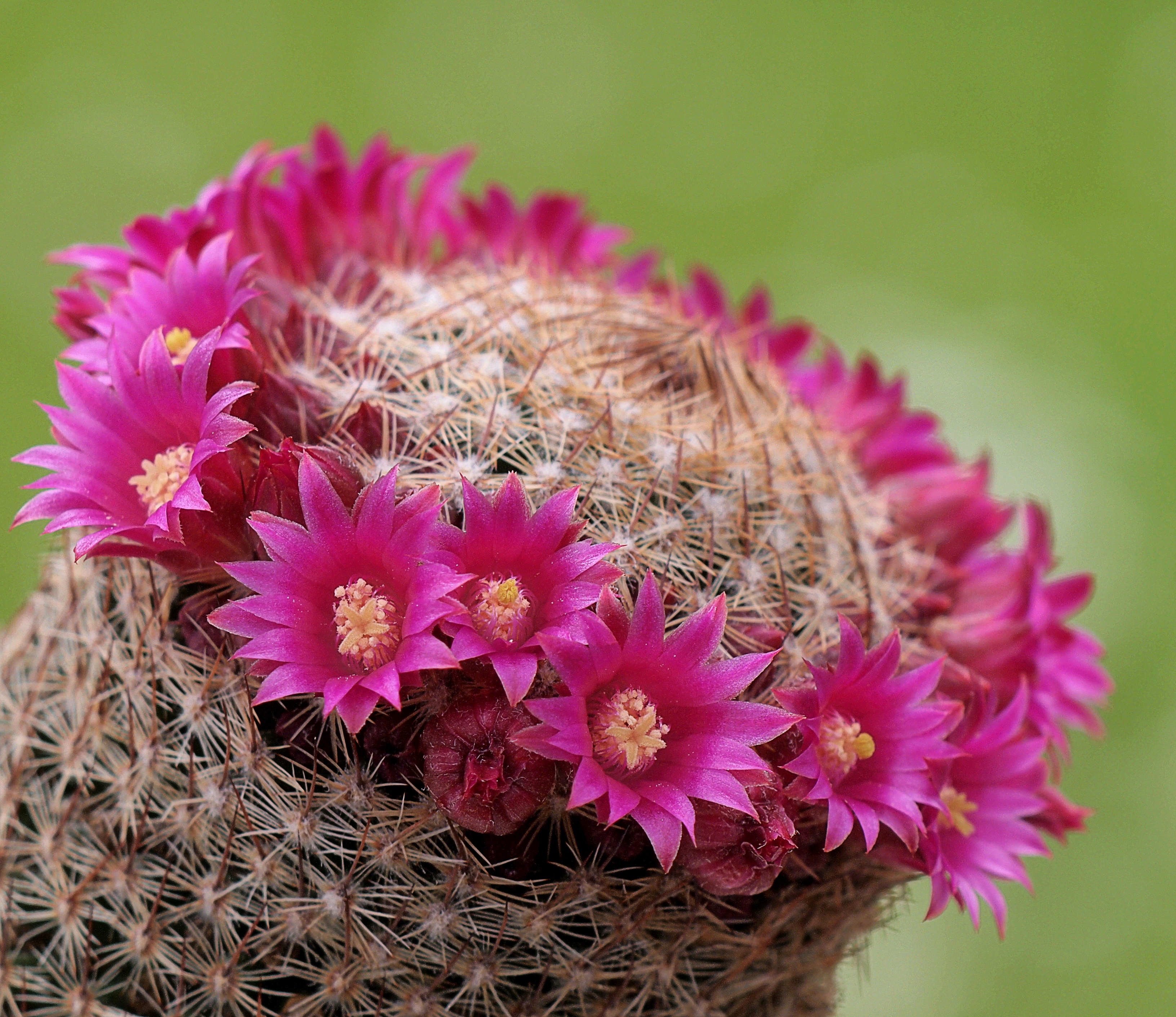
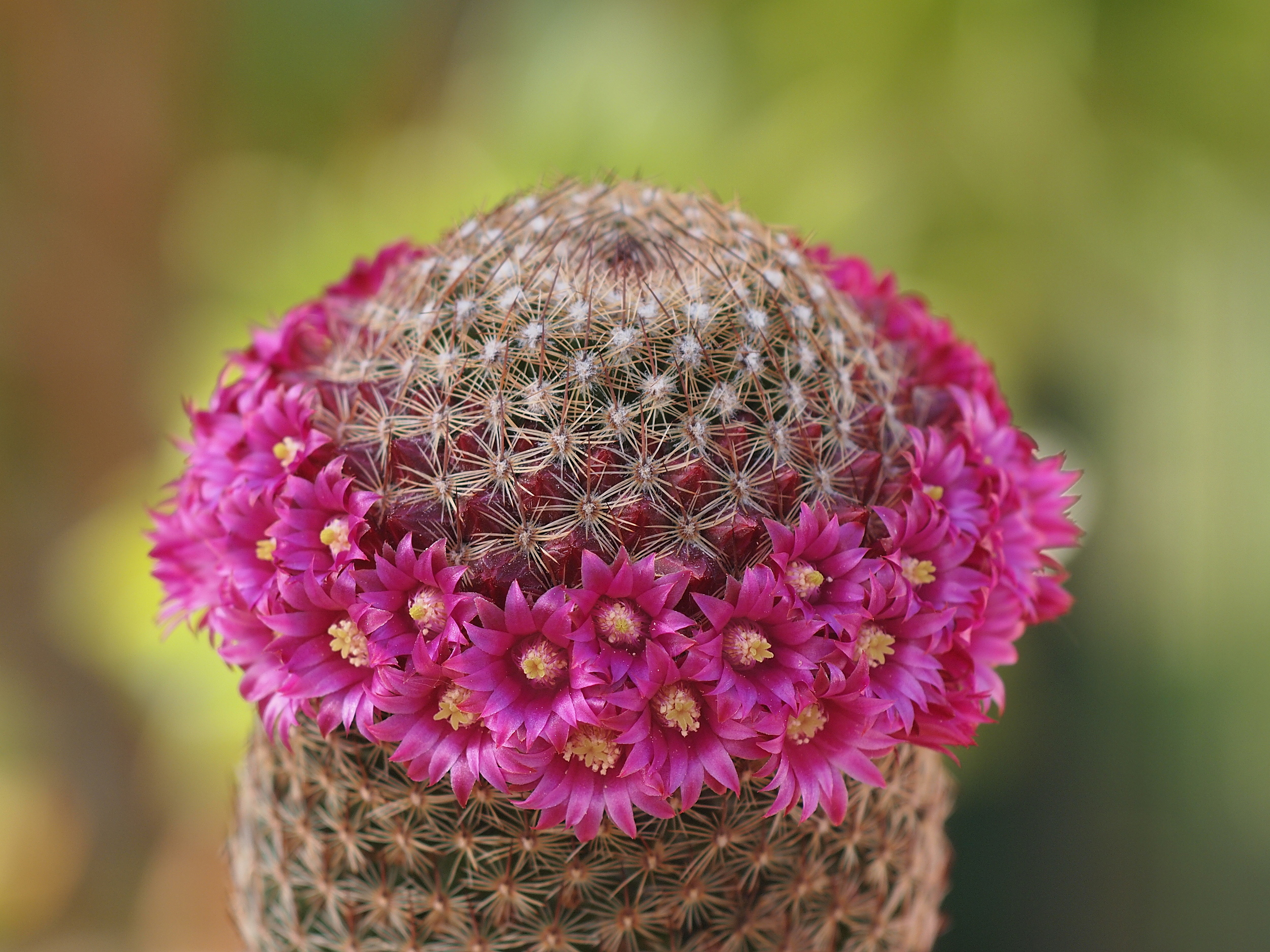
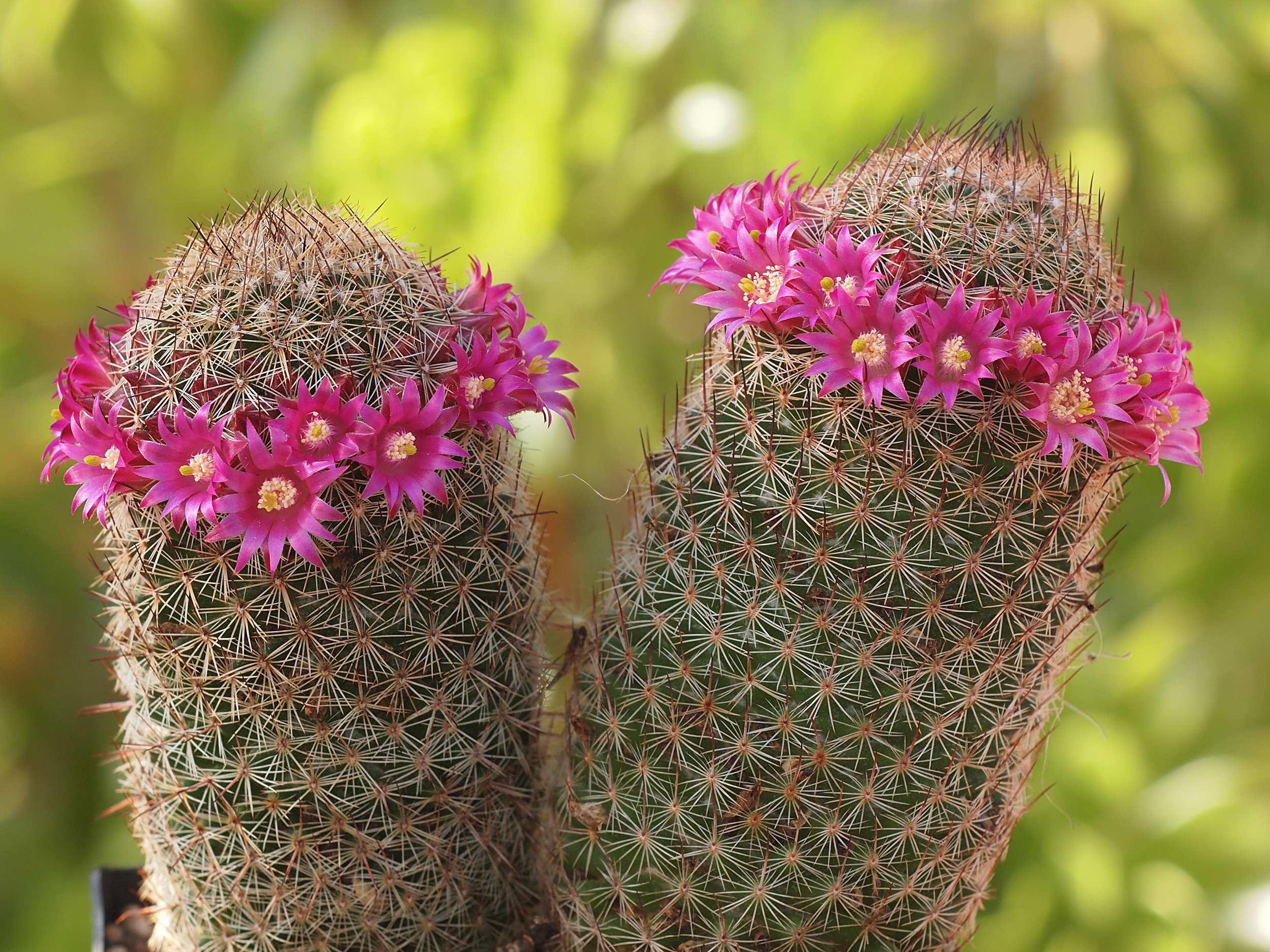
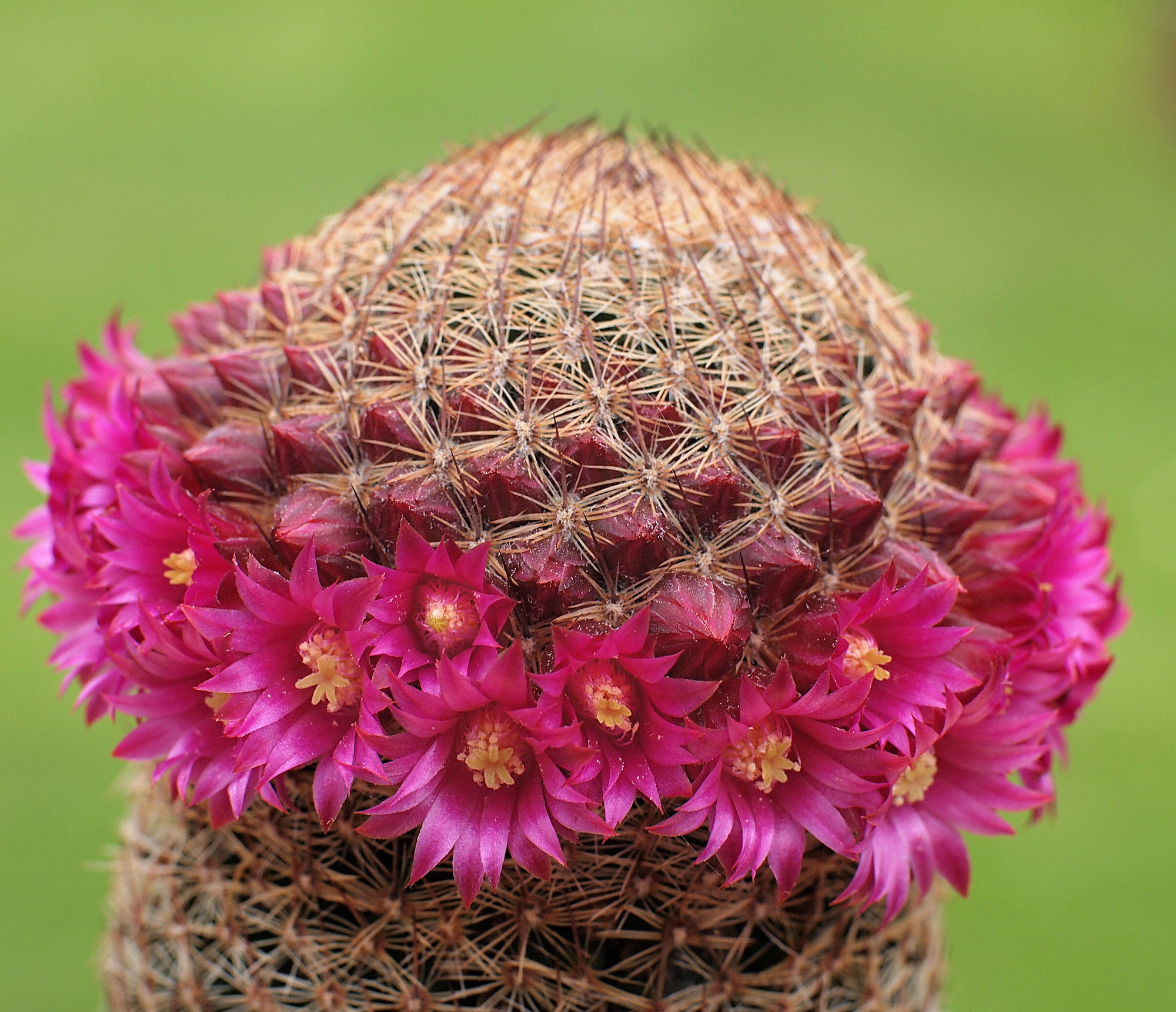